# Prêmio Guarani de Melhor Atriz Coadjuvante
O Prêmio Guarani de Melhor Atriz Coadjuvante é um dos prêmios oferecidos pelo Prêmio Guarani do Cinema Brasileiro, concedido pela Academia Guarani de Cinema e entregue em honra às atrizes que se destacam em um papel secundário de obras cinematográficas de determinado ano. Esta categoria está presente no Guarani desde a primeira cerimônia, ocasião em que Marília Pêra venceu por sua interpretação em Jenipapo. A comissão de indicação é composta por mais de quarenta profissionais da crítica cinematográfica, que convidam mais críticos para a fase de seleção dos ganhadores.
Nos anos iniciais, a quantidade de atrizes de indicadas nesta categoria variou a cada ano. No primeiro ano, três atrizes foram indicadas. Já no segundo ano, cinco atrizes receberam indicações. Entre 1998 e 2000, quatro atrizes foram nomeadas a cada ano. A partir de 2001, a categoria foi padronizada contemplando cinco atrizes coadjuvantes por ano.
Desde sua criação, 19 atrizes já foram premiadas com o Guarani de Melhor Atriz Coadjuvante. Dira Paes é a maior vencedora desta categoria com três vitórias. Cássia Kis, Fernanda Montenegro, Maeve Jinkings, Marcélia Cartaxo, Marieta Severo e Marília Pêra  já venceram duas vezes esta categoria. Fernanda Montenegro é recordista de indicação, com seis nomeações.
Mariana Ximenes detém o título de indicada mais jovem, com vinte e dois anos no papel em O Invasor (2003). Jéssica Ellen, por sua vez, detém o de vencedora mais jovem, quando venceu com trinta anos por Cabeça de Nêgo (2022). Por outro lado, Fernanda Montenegro foi a indicada e a vencedora mais velha, aos 93 anos, pelo filme Piedade (2022), e aos 91 anos, pelo filme A Vida Invisível (2020), respectivamente.
O ano indicado refere-se ao do que ocorreu a entrega do prêmio, relativo à melhor atriz coadjuvante do ano anterior.

## Indicados e vencedores
O ano indicado refere-se ao ano em que ocorreu a cerimônia de premiação, na maioria das vezes relativo ao catálogo de filmes produzidos no ano anterior. As vencedoras aparecem no topo da lista e destacados em negrito, de acordo com o site Papo de Cinema:

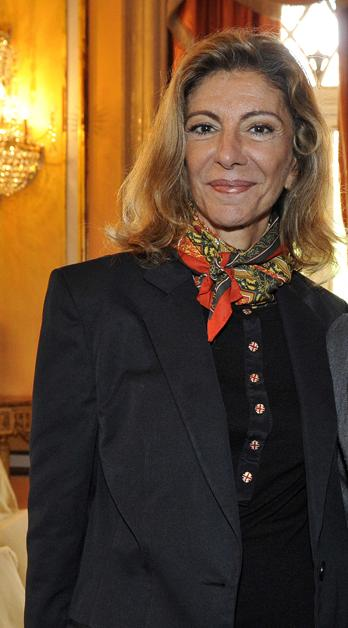
Marília Pêra foi a primeira vencedora, pela atuação em Jenipapo em 1996. Ela também venceu por Tieta do Agreste (1997)

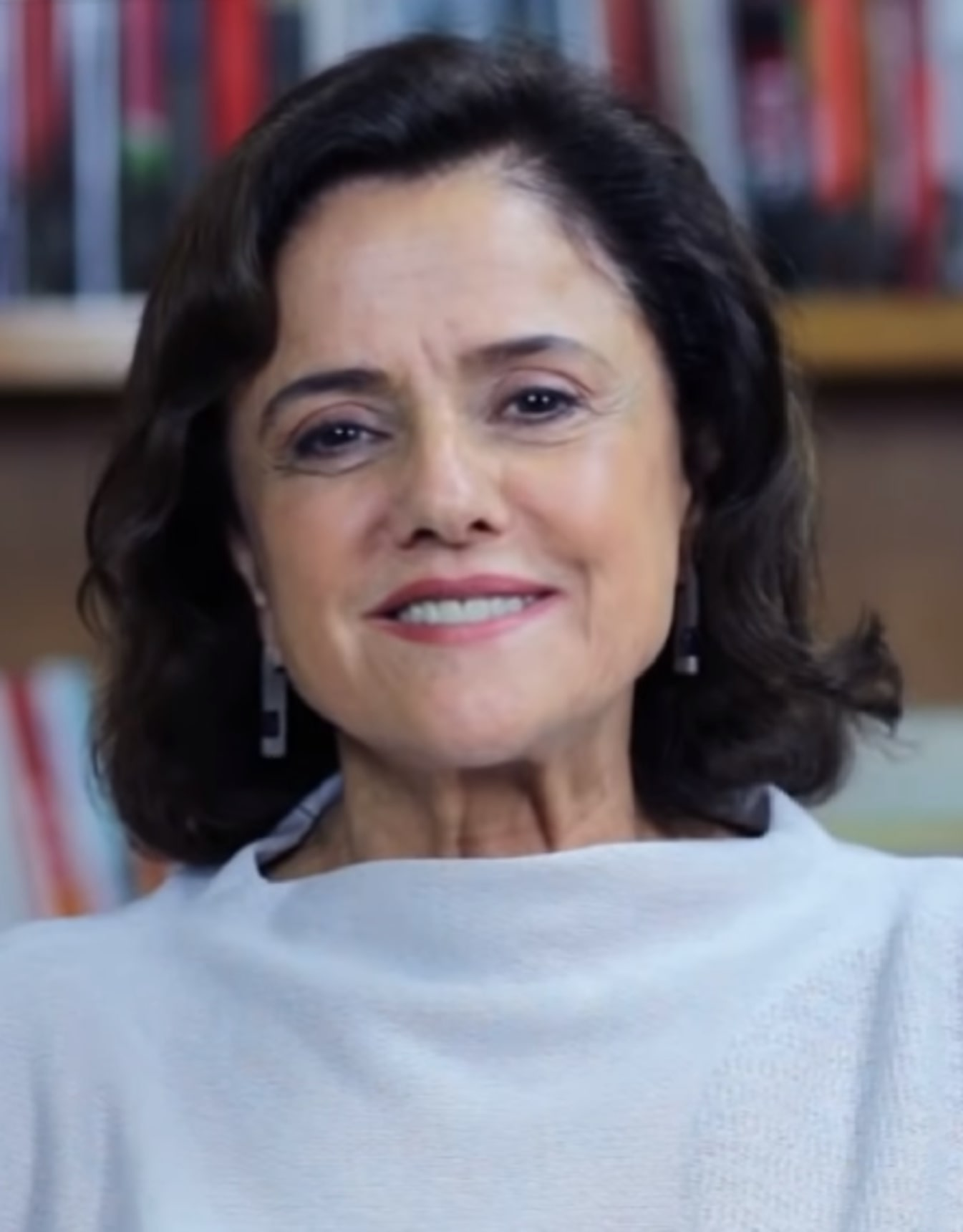
Marieta Severo venceu duas vezes, por Guerra de Canudos (1998) e Castelo Rá-Tim-Bum, O Filme (2001).

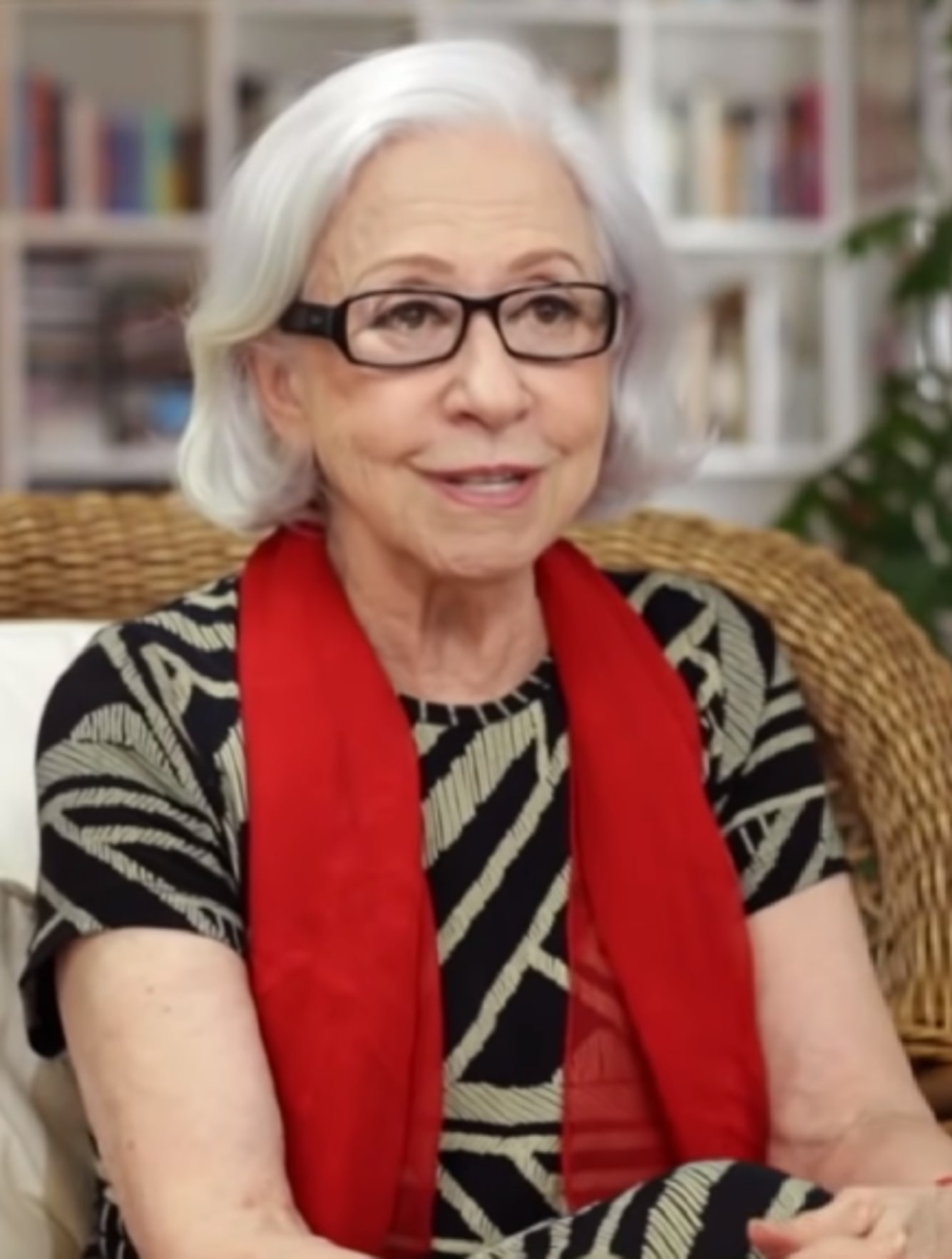
Fernanda Montenegro venceu pelo desempenho em Traição (2000) e A Vida Invisível (2020).

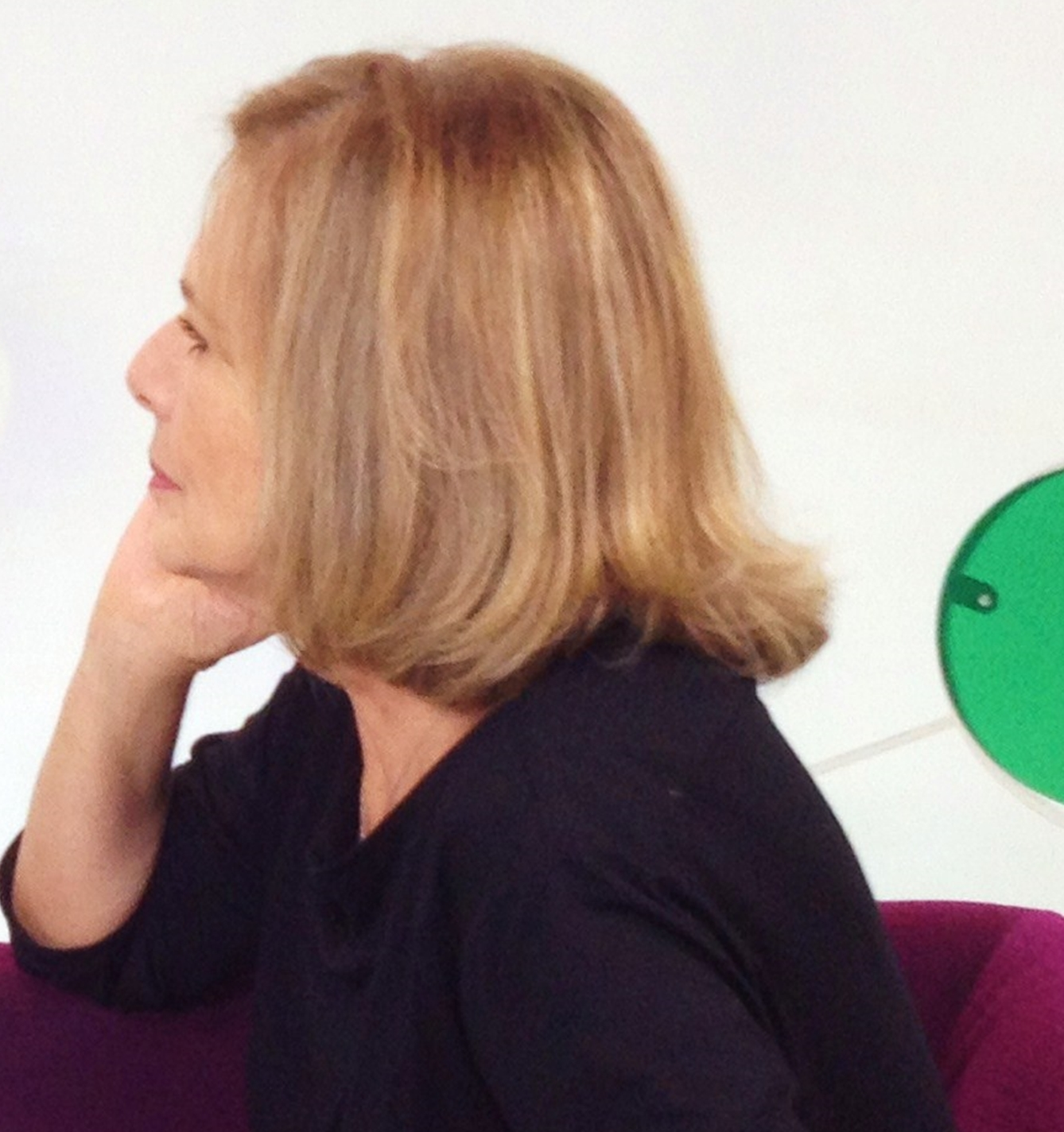
Irene Ravache conquistou o prêmio por Amores Possíveis (2002).

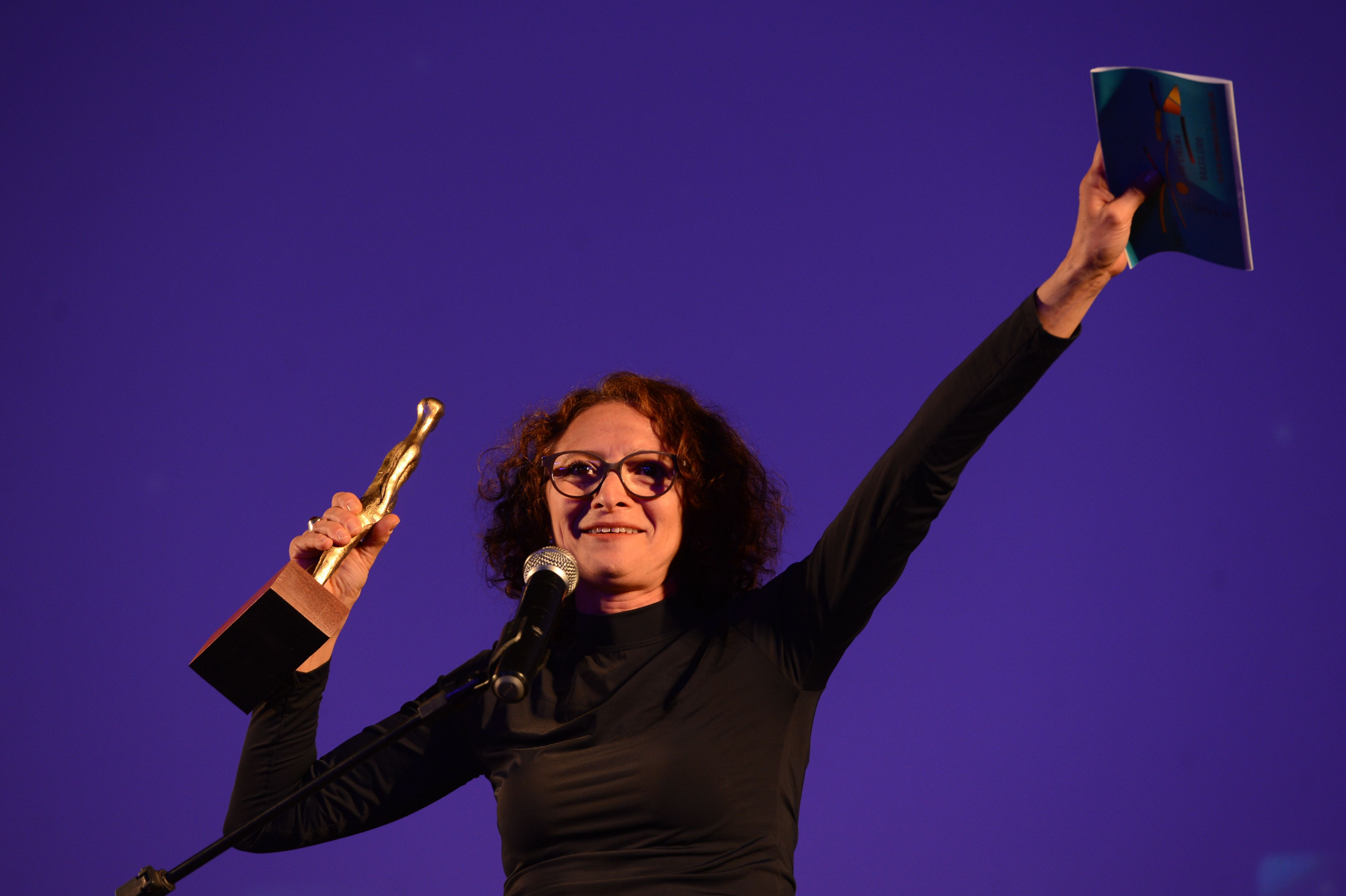
Marcélia Cartaxo conquistou duas vitórias: Madame Satã (2003) e A História da Eternidade (2016).

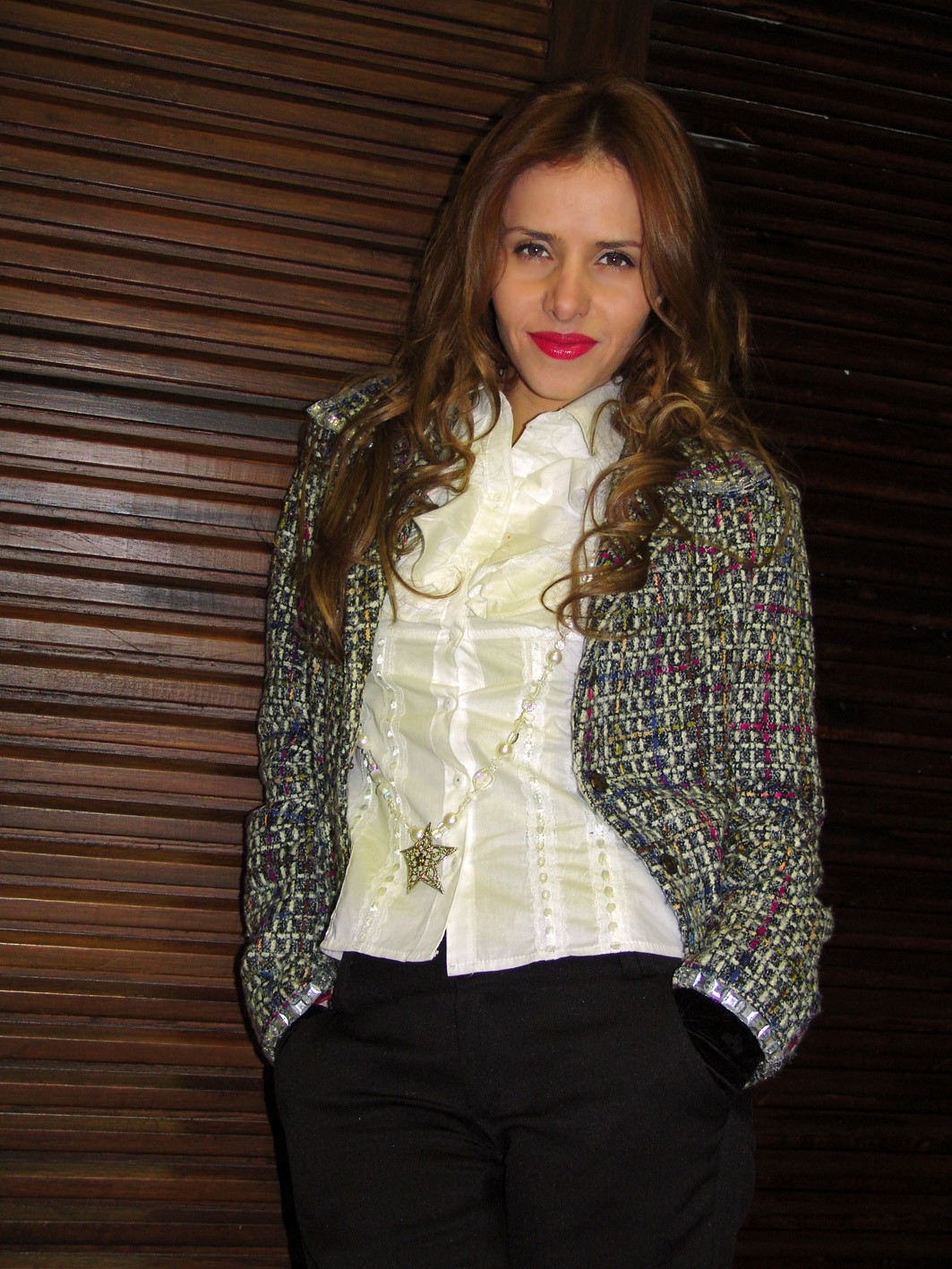
Leona Cavalli ganhou na categoria por Amarelo Manga (2004).

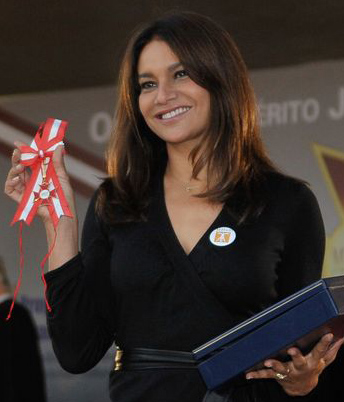
Dira Paes detém o recorde de vitórias nesta categoria com três prêmios ao total.

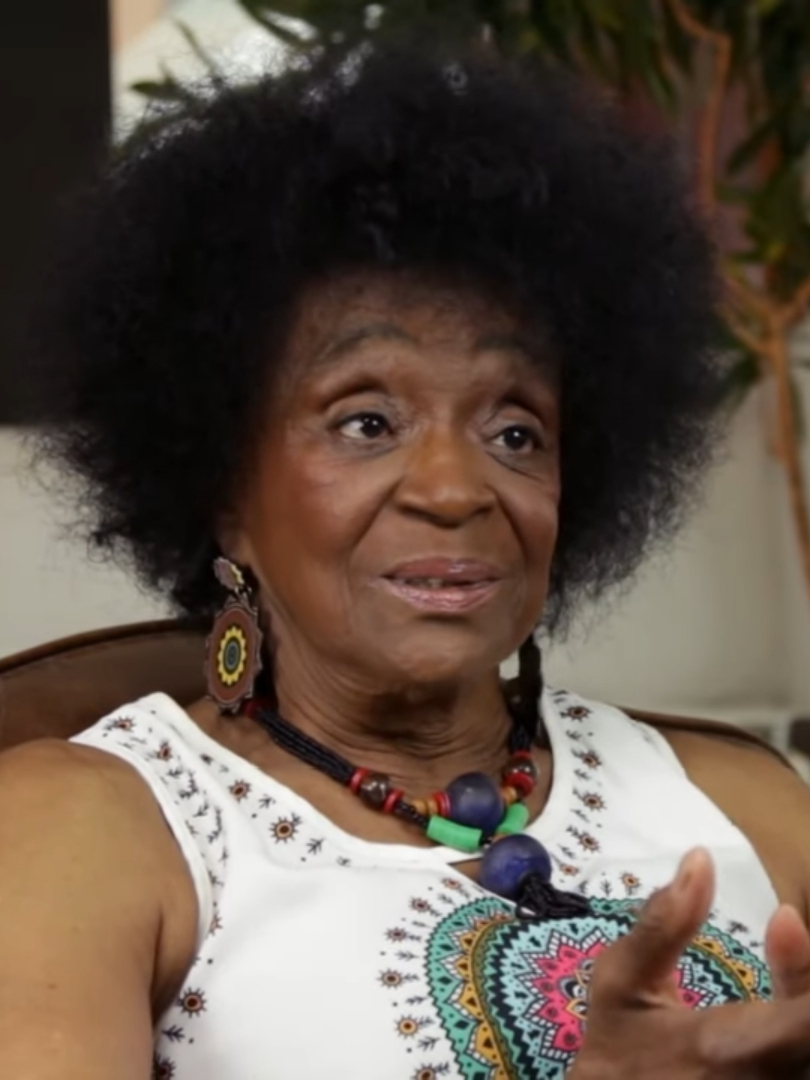
Léa Garcia conquistou o prêmio por O Maior Amor do Mundo (2007).

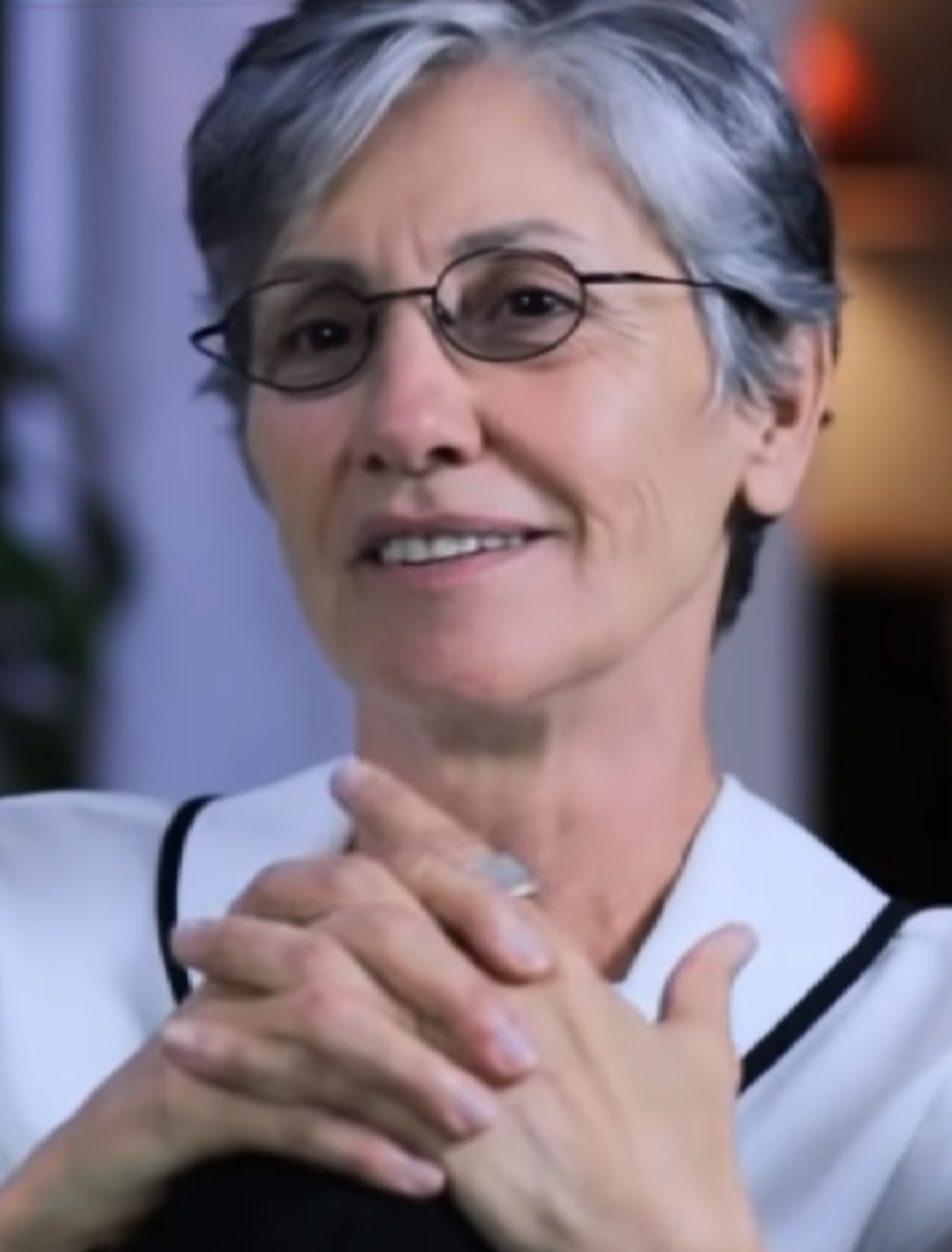
Cássia Kiss venceu duas vezes, por A Festa da Menina Morta (2010) e Bróder (2012).

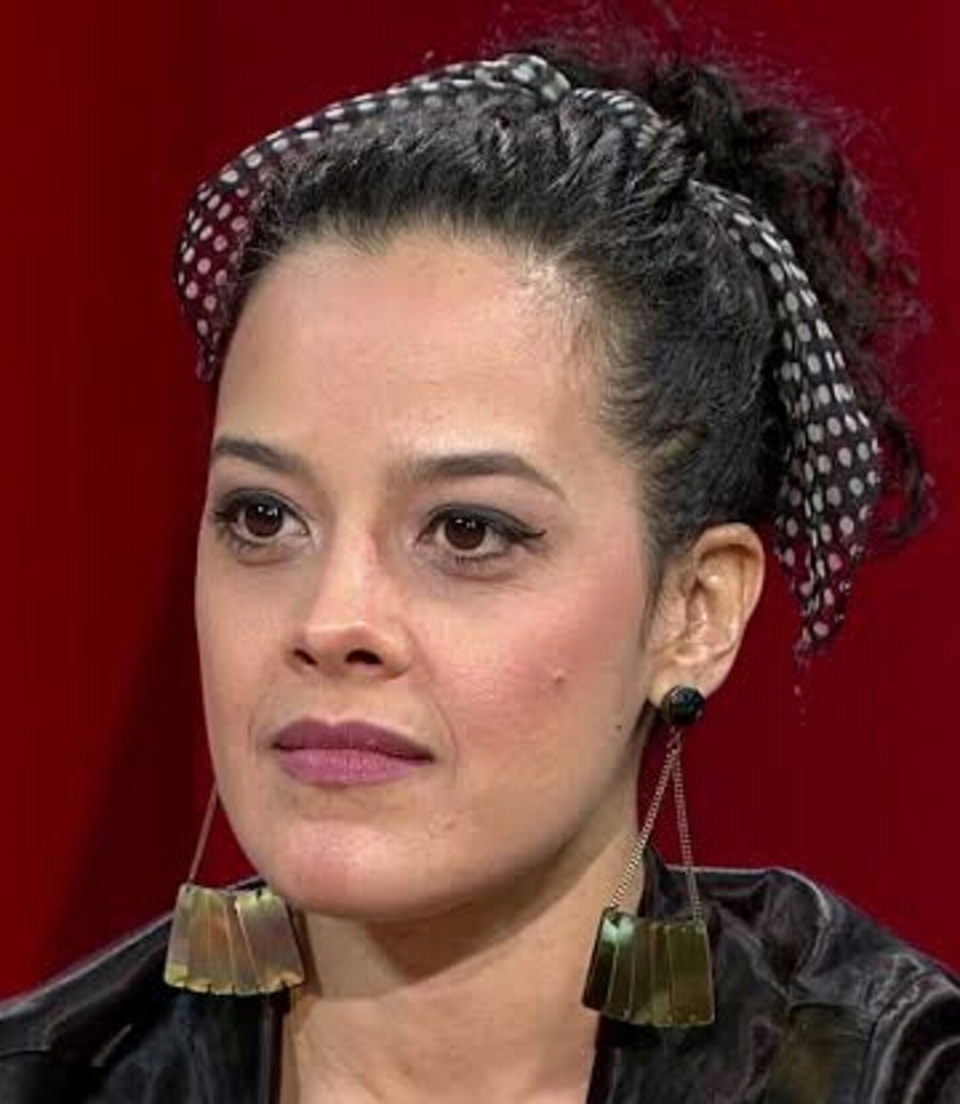
Maeve Jinkings venceu a categoria por O Som ao Redor (2014) e Boi Neon (2017).

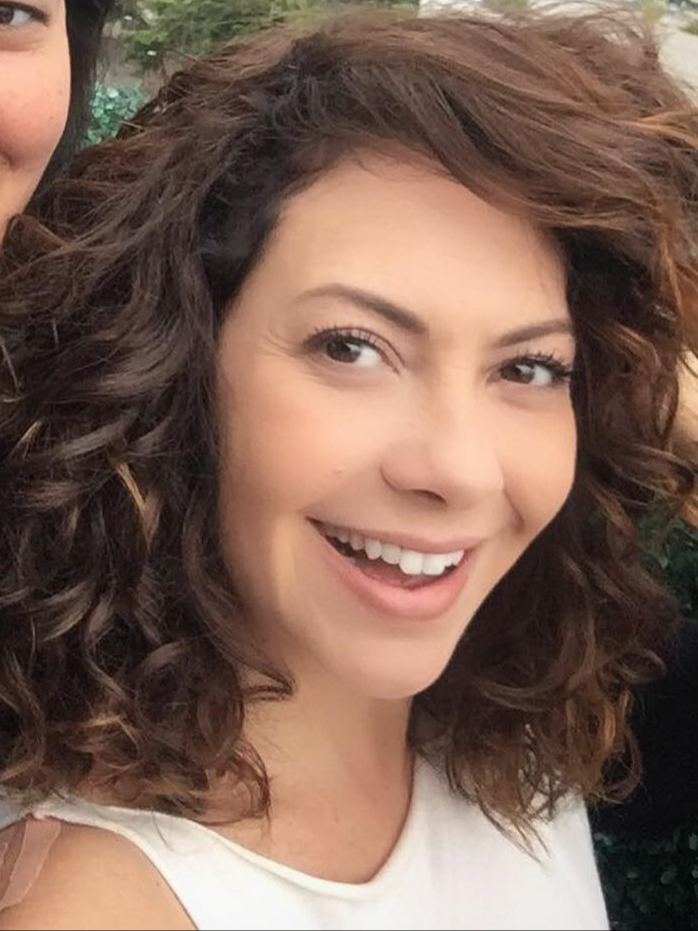
Fabiula Nascimento venceu pelo desempenho em O Lobo Atrás da Porta (2015).

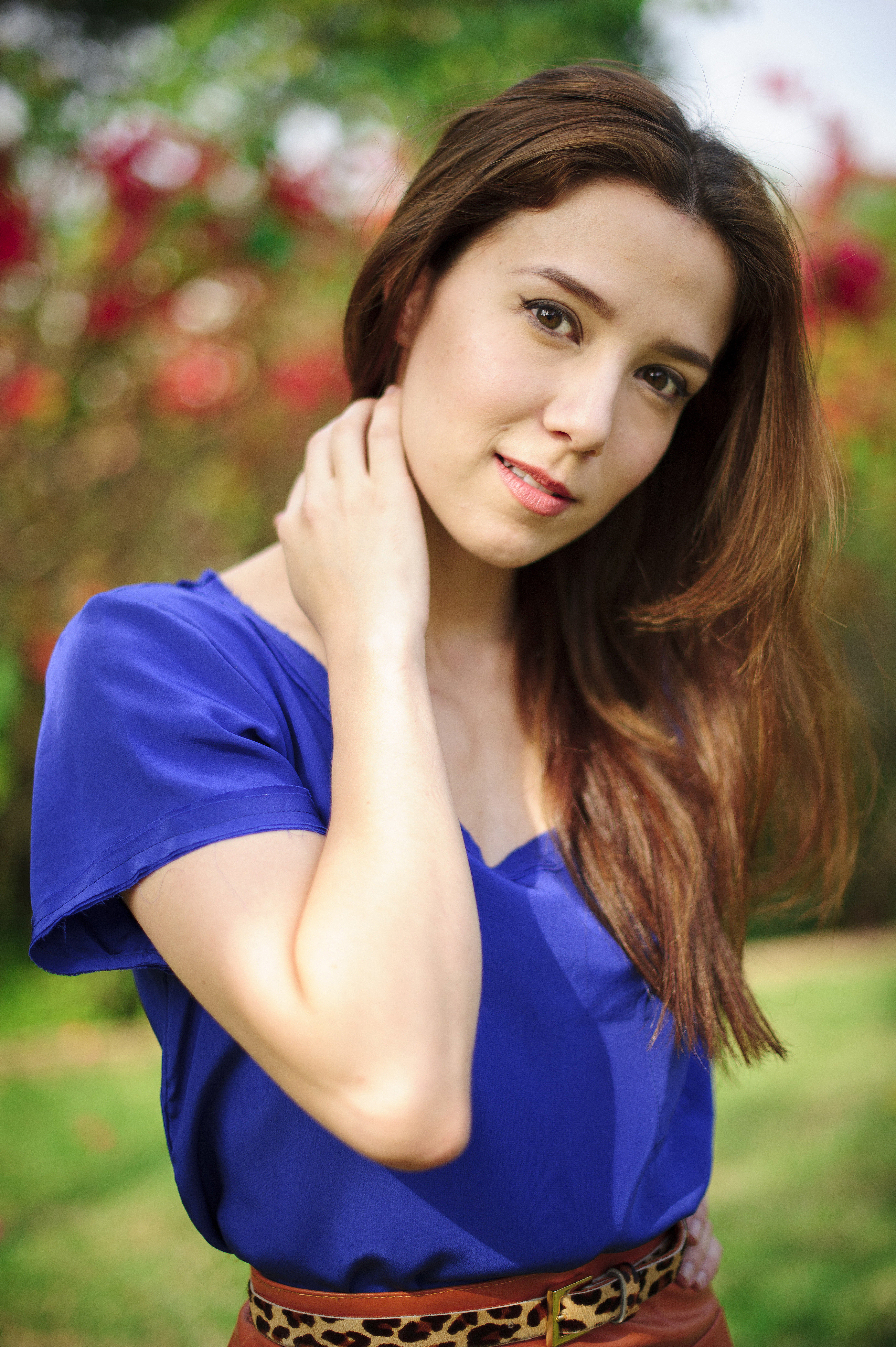
Marjorie Estiano ganhou por As Boas Maneiras (2019).

| Ano                  | Atriz                                 | Papel                                   | Filme                               | Ref.   |  |
| -------------------- | ------------------------------------- | --------------------------------------- | ----------------------------------- | ------ |  |
| 1996                 | Marília Pêra                          | Renata                                  | Jenipapo                            | [ 1 ]  |  |
| 1996                 | Maria Padilha                         | Magda Blum                              | Sábado                              | [ 1 ]  |  |
| 1996                 | Patrícia Pillar                       | Mãe                                     | O Menino Maluquinho                 | [ 1 ]  |  |
| 1997                 | Marília Pêra                          | Perpétua Esteves Batista                | Tieta do Agreste                    | [ 1 ]  |  |
| 1997                 | Cláudia Abreu                         | Leonora Cantarelli                      | Tieta do Agreste                    | [ 1 ]  |  |
| 1997                 | Gloria Pires                          | Isabel                                  | O Guarani                           | [ 1 ]  |  |
| 1997                 | Joana Fomm                            | Josefa                                  | Quem Matou Pixote?                  | [ 1 ]  |  |
| 1997                 | Patrícia Pillar                       | Amula                                   | O Monge e a Filha do Carrasco       | [ 1 ]  |  |
| 1998                 | Marieta Severo                        | Penha                                   | Guerra de Canudos                   | [ 8 ]  |  |
| 1998                 | Cláudia Abreu                         | Renée                                   | O Que É Isso, Companheiro?          | [ 8 ]  |  |
| 1998                 | Maria Padilha                         | Isabel                                  | Os Matadores                        | [ 8 ]  |  |
| 1998                 | Mônica Torres                         | Josefa                                  | Pequeno Dicionário Amoroso          | [ 8 ]  |  |
| 1999                 | Clarice Niskier                       | Luiza                                   | Amores                              | [ 9 ]  |  |
| 1999                 | Florinda Bolkan                       | Mãe Ana                                 | Bela Donna                          | [ 9 ]  |  |
| 1999                 | Giulia Gam                            | Olga                                    | Policarpo Quaresma, Herói do Brasil | [ 9 ]  |  |
| 1999                 | Marília Pêra                          | Irene                                   | Central do Brasil                   | [ 9 ]  |  |
| 2000                 | Fernanda Montenegro                   | Joana                                   | Traição                             | [ 10 ] |  |
| 2000                 | Betty Gofman                          | Lulu                                    | Até que a Vida nos Separe           | [ 10 ] |  |
| 2000                 | Ester Góes                            | Alexandra                               | Por Trás do Pano                    | [ 10 ] |  |
| 2000                 | Maitê Proença                         | Susana / Lyla Van                       | A Hora Mágica                       | [ 10 ] |  |
| 2001                 | Marieta Severo                        | Losângela Stradivarius / Madame Wandete | Castelo Rá-Tim-Bum, o Filme         | [ 3 ]  |  |
| 2001                 | Ana Beatriz Nogueira                  | Lucília Guimarães Villa-Lobos           | Villa-Lobos: Uma Vida de Paixão     | [ 3 ]  |  |
| 2001                 | Débora Bloch                          | Tânia                                   | Bossa Nova                          | [ 3 ]  |  |
| 2001                 | Denise Fraga                          | Dora                                    | O Auto da Compadecida               | [ 3 ]  |  |
| 2001                 | Drica Moraes                          | Nadine                                  | Bossa Nova                          | [ 3 ]  |  |
| 2002                 | Irene Ravache                         | Mãe de Pedro                            | Amores Possíveis                    | [ 11 ] |  |
| 2002                 | Cássia Kiss                           | Meire                                   | Bicho de Sete Cabeças               | [ 11 ] |  |
| 2002                 | Débora Bloch                          | Isabelle Vielmond, Marquesa de Sevilha  | Caramuru: A Invenção do Brasil      | [ 11 ] |  |
| 2002                 | Paloma Duarte                         | Laura da Costa                          | A Partilha                          | [ 11 ] |  |
| 2002                 | Sônia Braga                           | Marcela                                 | Memórias Póstumas                   | [ 11 ] |  |
| 2003                 | Marcélia Cartaxo                      | Laurita                                 | Madame Satã                         | [ 6 ]  |  |
| 2003                 | Eliane Giardini                       | Constança                               | Uma Vida em Segredo                 | [ 6 ]  |  |
| 2003                 | Juliana Carneiro da Cunha             | Mãe                                     | Lavoura Arcaica                     | [ 6 ]  |  |
| 2003                 | Malu Mader                            | Fátima                                  | Bellini e a Esfinge                 | [ 6 ]  |  |
| 2003                 | Mariana Ximenes                       | Marina                                  | O Invasor                           | [ 6 ]  |  |
| 2004                 |                                       |                                         |                                     | [ 6 ]  |  |
| Leona Cavalli        | Lígia                                 | Amarelo Manga                           | [ 12 ]                              |        |  |
| Luana Piovani        | Marinês                               | O Homem que Copiava                     | [ 12 ]                              |        |  |
| Maria Luísa Mendonça | Dalva                                 | Carandiru                               | [ 12 ]                              |        |  |
| Natália Lage         | Érica                                 | O Homem do Ano                          | [ 12 ]                              |        |  |
| Virgínia Cavendish   | Inaura                                | Lisbela e o Prisioneiro                 | [ 12 ]                              |        |  |
| 2005                 |                                       |                                         | [ 12 ]                              |        |  |
| Myriam Muniz         | Dona Eulália                          | Nina                                    | [ 13 ]                              |        |  |
| Ana Beatriz Nogueira | Ângela                                | O Vestido                               | [ 13 ]                              |        |  |
| Débora Falabella     | Carolina                              | A Dona da História                      | [ 13 ]                              |        |  |
| Fernanda Montenegro  | Dona Isaura                           | Redentor                                | [ 13 ]                              |        |  |
| Marieta Severo       | Maria Lúcia "Lucinha" da Silva Araújo | Cazuza: O Tempo Não Para                | [ 13 ]                              |        |  |
| 2006                 |                                       |                                         | [ 13 ]                              |        |  |
| Dira Paes            | Helena Siqueira de Camargo            | 2 Filhos de Francisco                   | [ 14 ]                              |        |  |
| Camila Pitanga       | Cassandra                             | Sal de Prata                            | [ 14 ]                              |        |  |
| Cláudia Mello        | Mônica                                | Quanto Vale ou é por Quilo?             | [ 14 ]                              |        |  |
| Leona Cavalli        | Clara                                 | Quanto Vale ou é por Quilo?             | [ 14 ]                              |        |  |
| Marieta Severo       | Helena                                | Quase Dois Irmãos                       | [ 14 ]                              |        |  |
| 2007                 |                                       |                                         | [ 14 ]                              |        |  |
| Léa Garcia           | Dona Zezé (Mãe Santinha)              | O Maior Amor do Mundo                   | [ 15 ]                              |        |  |
| Bianca Comparato     | Inês                                  | Anjos do Sol                            | [ 15 ]                              |        |  |
| Darlene Glória       | Vera                                  | Anjos do Sol                            | [ 15 ]                              |        |  |
| Leona Cavalli        | Rosário                               | Cafundó                                 | [ 15 ]                              |        |  |
| Mary Sheila          | Celeste                               | Anjos do Sol                            | [ 15 ]                              |        |  |
| 2008                 | Dira Paes                             | Bela                                    | Baixio das Bestas                   | [ 16 ] |  |
| 2008                 | Andréa Beltrão                        | Marilda Maria Rei                       | A Grande Família: O Filme           | [ 16 ] |  |
| 2008                 | Camila Pitanga                        | Silene Marghera                         | Saneamento Básico: O Filme          | [ 16 ] |  |
| 2008                 | Glória Pires                          | Juliana                                 | Primo Basílio                       | [ 16 ] |  |
| 2008                 | Sílvia Lourenço                       | A Viciada                               | O Cheiro do Ralo                    | [ 16 ] |  |
| 2009                 |                                       |                                         |                                     | [ 16 ] |  |
| Darlene Glória       | Mércia                                | Feliz Natal                             | [ 17 ]                              |        |  |
| Andréa Beltrão       | Fernanda                              | Romance                                 | [ 17 ]                              |        |  |
| Cássia Kiss          | Marici                                | Chega de Saudade                        | [ 17 ]                              |        |  |
| Djin Sganzerla       | Brida "Briducha"                      | Falsa Loura                             | [ 17 ]                              |        |  |
| Júlia Lemmertz       | Maria Lu Estrella                     | Meu Nome Não É Johnny                   | [ 17 ]                              |        |  |
| 2010                 |                                       |                                         | [ 17 ]                              |        |  |
| Cássia Kis Magro     | Mãe                                   | A Festa da Menina Morta                 | [ 18 ]                              |        |  |
| Denise Weinberg      | Ruiva                                 | Salve Geral                             | [ 18 ]                              |        |  |
| Fernanda Torres      | Lúcia                                 | A Mulher Invisível                      | [ 18 ]                              |        |  |
| Júlia Lemmertz       | Julieta Paz                           | Do Começo ao Fim                        | [ 18 ]                              |        |  |
| Mariana Ximenes      | Diana                                 | Hotel Atlântico                         | [ 18 ]                              |        |  |
| 2011                 |                                       |                                         | [ 18 ]                              |        |  |
| Denise Fraga         | Camila                                | As Melhores Coisas do Mundo             | [ 19 ]                              |        |  |
| Andrea Beltrão       | Dulcinéia Cajazeira                   | O Bem-Amado                             | [ 19 ]                              |        |  |
| Elke Maravilha       | Avó de Paulo                          | A Suprema Felicidade                    | [ 19 ]                              |        |  |
| Mariana Lima         | Sofia                                 | A Suprema Felicidade                    | [ 19 ]                              |        |  |
| Natália Lage         | Lisa                                  | Como Esquecer                           | [ 19 ]                              |        |  |
| 2012                 |                                       |                                         | [ 19 ]                              |        |  |
| Cássia Kis Magro     | Dona Sonia                            | Bróder                                  | [ 20 ]                              |        |  |
| Débora Falabella     | Manuela                               | Meu País                                | [ 20 ]                              |        |  |
| Drica Moraes         | Larissa                               | Bruna Surfistinha                       | [ 20 ]                              |        |  |
| Fabiula Nascimento   | Janine                                | Bruna Surfistinha                       | [ 20 ]                              |        |  |
| Marjorie Estiano     | Sueli                                 | Malu de Bicicleta                       | [ 20 ]                              |        |  |
| 2013                 |                                       |                                         | [ 20 ]                              |        |  |
| Dira Paes            | Rosa                                  | À Beira do Caminho                      | [ 21 ]                              |        |  |
| Maria Flor           | Marina Villas Bôas                    | Xingu                                   | [ 21 ]                              |        |  |
| Maria Gladys         | Stella Maris                          | Febre do Rato                           | [ 21 ]                              |        |  |
| Zezé Motta           | Priscila                              | Gonzaga: de Pai pra Filho               | [ 21 ]                              |        |  |
| Zezita de Matos      | Laura                                 | Mãe e Filha                             | [ 21 ]                              |        |  |
| 2014                 |                                       |                                         | [ 21 ]                              |        |  |
| Maeve Jinkings       | Bia                                   | O Som ao Redor                          | [ 22 ]                              |        |  |
| Fernanda Montenegro  | Bibiana Terra Cambará                 | O Tempo e o Vento                       | [ 22 ]                              |        |  |
| Laila Zaid           | Ana Cláudia                           | Somos Tão Jovens                        | [ 22 ]                              |        |  |
| Nathalia Timberg     | Maria Eudóxia                         | Vendo ou Alugo                          | [ 22 ]                              |        |  |
| Simone Spoladore     | Ana                                   | A Memória que me Contam                 | [ 22 ]                              |        |  |
| 2015                 |                                       |                                         | [ 22 ]                              |        |  |
| Fabiúla Nascimento   | Sylvia                                | O Lobo atrás da Porta                   | [ 23 ]                              |        |  |
| Drica Moraes         | Alzira Vargas do Amaral Peixoto       | Getúlio                                 | [ 23 ]                              |        |  |
| Gilda Nomacce        | Miranda                               | Quando Eu Era Vivo                      | [ 23 ]                              |        |  |
| Martha Nowill        | Drica                                 | Entre Nós                               | [ 23 ]                              |        |  |
| Thalita Carauta      | Bete                                  | O Lobo Atrás da Porta                   | [ 23 ]                              |        |  |
| 2016                 |                                       |                                         | [ 23 ]                              |        |  |
| Marcélia Cartaxo     | Querência                             | A História da Eternidade                | [ 24 ]                              |        |  |
| Gilda Nomacce        | Luzia                                 | Ausência                                | [ 24 ]                              |        |  |
| Irene Ravache        | Ângela                                | Entre Abelhas                           | [ 24 ]                              |        |  |
| Karine Teles         | Bárbara Bragança                      | Que Horas Ela Volta?                    | [ 24 ]                              |        |  |
| Nash Laila           | Shelly                                | Amor, Plástico e Barulho                | [ 24 ]                              |        |  |
| 2017                 |                                       |                                         | [ 24 ]                              |        |  |
| Maeve Jinkings       | Domingas                              | Boi Neon                                | [ 25 ]                              |        |  |
| Adriana Esteves      | Dilza                                 | Mundo Cão                               | [ 25 ]                              |        |  |
| Dani Nefussi         | Aracy/Glória                          | Mãe Só Há Uma                           | [ 25 ]                              |        |  |
| Marcélia Cartaxo     | Mãe de Francisco                      | Big Jato                                | [ 25 ]                              |        |  |
| Mayana Neiva         | Raquel                                | Para Minha Amada Morta                  | [ 25 ]                              |        |  |
| 2018                 |                                       |                                         | [ 25 ]                              |        |  |
| Clarisse Abujamra    | Clarice Fabri                         | Como Nossos Pais                        | [ 26 ]                              |        |  |
| Ana Lúcia Torre      | Marta Mendes                          | Bingo: O Rei da Manhãs                  | [ 26 ]                              |        |  |
| Caroline Abras       | Cristina                              | Gabriel e a Montanha                    | [ 26 ]                              |        |  |
| Cássia Kis           | Marta                                 | Redemoinho                              | [ 26 ]                              |        |  |
| Suely Franco         | Gilda                                 | Era o Hotel Cambridge                   | [ 26 ]                              |        |  |
| 2019                 |                                       |                                         | [ 26 ]                              |        |  |
| Marjorie Estiano     | Ana                                   | As Boas Maneiras                        | [ 27 ]                              |        |  |
| Adriana Esteves      | Sônia                                 | Benzinho                                | [ 27 ]                              |        |  |
| Camila Morgado       | Verônica                              | O Animal Cordial                        | [ 27 ]                              |        |  |
| Drica Moraes         | Nena                                  | Rasga Coração                           | [ 27 ]                              |        |  |
| Fernanda Montenegro  | Dona Matilde                          | O Beijo no Asfalto                      | [ 27 ]                              |        |  |
| 2020                 |                                       |                                         | [ 27 ]                              |        |  |
| Fernanda Montenegro  | Eurídice Gusmão Campelo               | A Vida Invisível                        | [ 7 ]                               |        |  |
| Eliane Giardini      | Lúcia                                 | Deslembro                               | [ 7 ]                               |        |  |
| Grace Passô          | Selma                                 | No Coração do Mundo                     | [ 7 ]                               |        |  |
| Luciana Paes         | Cristina                              | A Sombra do Pai                         | [ 7 ]                               |        |  |
| Sônia Braga          | Domingas                              | Bacurau                                 | [ 7 ]                               |        |  |
| 2021                 | Zezita de Matos                       | Chiquinha                               | Pacarrete                           | [ 31 ] |  |
| 2021                 | Bárbara Colen                         | Karina                                  | Breve Miragem de Sol                | [ 31 ] |  |
| 2021                 | Dandara de Morais                     | Alessandra                              | Açúcar                              | [ 31 ] |  |
| 2021                 | Hermila Guedes                        | Cosma e Damiana                         | Fim de Festa                        | [ 31 ] |  |
| 2021                 | Soia Lira                             | Maria                                   | Pacarrete                           | [ 31 ] |  |
| 2022                 | Jéssica Ellen                         | Professora Elaine                       | Cabeça de Nêgo                      | [ 32 ] |  |
| 2022                 | Adriana Esteves                       | Clara Charf                             | Marighella                          | [ 32 ] |  |
| 2022                 | Fernanda Montenegro                   | Carminha                                | Piedade                             | [ 32 ] |  |
| 2022                 | Gilda Nomacce                         | Gladys                                  | Meu Nome É Bagdá                    | [ 32 ] |  |
| 2022                 | Zezita de Matos                       | Tereza                                  | Deserto Particular                  | [ 32 ] |  |
| 2023                 | Renata Carvalho                       | Rose                                    | Os Primeiros Soldados               | [ 33 ] |  |
| 2023                 | Adriana Esteves                       | Isabel Garcéz                           | Medida Provisória                   | [ 33 ] |  |
| 2023                 | Camila Márdila                        | Luciana                                 | Carvão                              | [ 33 ] |  |
| 2023                 | Grace Passô                           |                                         | Desterro                            | [ 33 ] |  |
| 2023                 | Magali Biff                           | Antônia                                 | A Felicidade das Coisas             | [ 33 ] |  |

## Múltiplas vitórias e indicações
| Vitórias | Atrizes             |
| -------- | ------------------- |
| 3        | Dira Paes           |
| 2        | Cássia Kis          |
| 2        | Fernanda Montenegro |
| 2        | Maeve Jinkings      |
| 2        | Marcélia Cartaxo    |
| 2        | Marieta Severo      |
| 2        | Marília Pêra        |

| Indicações | Atrizes             |
| ---------- | ------------------- |
| 6          | Fernanda Montenegro |
| 5          | Cássia Kis          |
| 4          | Drica Moraes        |
| 4          | Marieta Severo      |
| 3          | Adriana Esteves     |
| 3          | Andrea Beltrão      |
| 3          | Dira Paes           |
| 3          | Gilda Nomacce       |
| 3          | Leona Cavalli       |
| 3          | Marcélia Cartaxo    |
| 3          | Marília Pêra        |
| 3          | Zezita de Matos     |